# Маузер М1893
Маузер M1893 (Mauser Model 1893) је била Немачка пушка репетирка коју је 1893. године конструисао Паул Маузер, ова пушка је након Маузер 98 била његов најуспешнији пројекат. Шпанија је прва држава која је усвојила нову пушку М1893 у наоружање 1893. године. Исте године је усваја и Османско царство у калибру 7.65mm. Чиле је усваја под називом М1895, Шведска под називом М1896 и у калибру 6.5mm и на послетку Краљевина Србија под ознаком „Српска брзометна пушка 7мм М1899”. 
Пушка М1899 је најбројнија пушка у инвентару српске војске током балканских ратова и у првој фази великог рата.

## Историја
Године 1887, шпанска војска је започела испитивања турских пушака Маузер модел 1887, које су користиле метак са црним барутом. Ове пушке нису задовољиле шпанску војску, па је 2. децембра 1891. војска наручила 1.200 Маузера модел 1891 који су користили нову муницију са бездимним барутом. Повод за промену био је низ пораза шпанских снага око енклаве код Мелиље у Северној Африци. Испитивања са овим пушкама пружила су низ предлога за побољшање на Маузеру. Поред шпанских искустава, до тада су модели Маузер пушака из 1889, 1890. и 1891. биле у служби разних војски довољно дуго да би се истакли недостаци у дизајну. Међу проблемима који су идентификовани били су непоуздан екстрактор, одвојиви кутијасти магазин који се често губио и продужавао испод дна кундака, што је узроковало проблеме са ношењем пушке окачене. Вођица скидача и сами оквири такође су били непоуздани, а дизајн затварача је омогућавао пушци да двоструко храни муницију. Као резултат тога, Паул Маузер је одлучио да дизајнира нову пушку која би исправила проблеме са ранијим пушкама и омогућила компанији да обезбеди више уговора.
Маузеров дизајнерски тим произвео је Модел 1892, прелазни дизајн који је произведен у ограниченом броју за шпанску војску у броју 5.000 и 8.000. У исто време, Маузер је развио метак 7×57 мм за шпанску војску, која је усвојила метак следеће године за пушке М1892. Пушка М1892 је увела низ иновација за решавање проблема ранијих пушака, укључујући велики неротирајући канџасти екстрактор на затварачу, који је спречавао двоструко храњење. Кутија за оквир и штитник окидача су обрађени као један комад, спречавајући вађење и губитак кутије, иако је оквир и даље био једноредног дизајна који се протезао испод дна кундака. Штипаљке за скидање меткова и вођице штипаљке су побољшане како би се олакшала употреба. Направљене су и друге унутрашње измене како би се поједноставио механизам и повећала његова поузданост и безбедност, укључујући измене на закопчавачу како би се спречило отпуштање ударне игле ако затварач није био потпуно у уведен.
Шпанија је наручила 20.000 пушака M1892 21. јула 1893. године, а додатних 10.000 је додато 27. августа, али је дизајн брзо довео до побољшане верзије, Модела 1893, који је заменио наручене M1892. Нова верзија M1893 је укључивала степенасто распоређени магазин од 5 метака који се није протезао испод дна кундака. Ово је био први пут да је Маузерова пушка имала потпуно затворени магазин. Осим редизајнираног пријемника који одговара ширем магазину, механизам M1893 је био у суштини идентичан M1892. Шпанска војска је усвојила M1893 7. децембра 1893. године. За свој рад на развоју тако ефикасне пушке, Маузер је добио Велики крст Ордена за војне заслуге од шпанске владе. На крају су Немци продали Шпанији око 200.000 пушака и карабина, а шпанска фабрика оружја у Овиеду је започела производњу и укупно је произведено у Шпанији 1.3 милиона пушака карабина система Маузер 93.
Исте године, пушку усваја и Османско царство под ознаком М1893. Турска пушка је била у калибру 7.65x53 и имала је магацинску преграду са стране како би пешадија могла да је користи и као једнометну пушку због штедње муниције.
Чиле усваја пушку 1895. Чилеанска верзија је идентична, у истом калибру као и шпански Модел 1893, али са малим ојачањем испред ручице затварача. Ово ојачање ће се касније појавити и на српској верзији, али се сматрало да није неопходно и да је систем довољно јак да ручица издржи потенцијалну експлозију муниције. Чиле је купио 110.000 пушака и карабина М1895, те продаје своје старије Манлихер М1888. Бури из Трансвала су поручили 70.000 комада М1885 али су до бурског рата примили 55.000 комада М1895.
Шведска је усвојила систем М1893 под ознаком М1896 и у шведском калибру 6.5x55mm. Швеђани су пре тога усвојили и карабин система 93 под ознаком М1894. Шведске пушке произведене у фабрикама Хускварна и Карл Густаф се сматрају најквалитетнијим Маузерима икада. Прецизност израде шведских пушака је била на високом нивоу током целе производње.
Краљевина Србија усваја последња пушку система Маузер 93 1899. године под ознаком М1899. Српске пушке користе шпанску муницију 7мм оживалочног зрна, испред затварача се налазило ојачање као код чилеанског М1895 и са стране је усек за прст као на шведској М1896. Калибар 7мм се сматрао за најоптималнији пушчани калибар тог доба. Добра избалансираност, низак пад и довољно велика енергија су омогућавали добре резултате на средњим до великим раздаљинама. Није познато како се Србија одлучила за систем М1893, претпоставља се да је Маузер представио ову пушку српским војним круговима. Србија је 1890их покушавала да купи 100.000 М1891 трилинијских пушака али су руске банке одбиле кредит Србији. Залагањем бившег краља Милана аустријске банке су одобриле тај кредит и Србија је у Берлину поручила 90.000 пушака М1899 код фирме DWM у власништу Исидора Левија по цени од 75 златних франака по комаду. Касније 1907. је купљено још 30.000 пушака М1899/07 у аустријском Штајеру. Пушке које је произвела немачка фабрика DWM су биле лошијег квалитета од каснијих произведених у Астрији. Приликом увођења у војску, долазило је до сламања делова затварача јер врх затварача није био добро направљен и није могао да прихвати муницију 7мм уколико би било било какве избочине на дну. Такође нишани из берлинске фабрике су падали, гајке се нису добро држали, те је српска влада платила 2,5 динара по пушци фабрици у Крагујевцу да направи преправке и ојачања на нишанима, као и усеке у затварачима како не би било више проблема са муницијом.
Краљевина Грчка је разматрала Маузер М1893 калибра 7мм за своју војску, заједно са још Манлихер М1893 али је на крају ипак изабрана пушка Манлихер Шенауер калибра 6.5mm.

## Корисници
- Шпанија - најбројнија пушка у наоружању 1914. године. Пушке и карабини коришћени до 1960их
- Османско царство - 200.000 пушака купљено 1893. и добијене до 1894. Коришћене у балканским ратовима, током првог светског и касније током турског рата за независност. Године 1938. су преостале старе М1893 преправљене на калибар 7.92мм, добиле су нове нишане и кундаке као на Маузер 98. Ове пушке је користила турска војска до 1950их.
- Чиле - поручене 1895. Купљено 110.000 комада.
- Шведска - карабин 1894 система М93 уведен 1894. Касније 1896. уведена и пушка М1896. У Шведској произведено над 500.000 комада М1896. Касније поизвођена и краћа верзија М38 и снајперска пушка М41. Швеђани су користили калибар 6.5x55 са оживалочним зрном и тек у другом светском рату су увели шпицасто зрно.
- Краљевина Србија - 120.000 комада М1899 и М1899/08. Такође је 1908. купљено и 8,000 карабина М1908 у систему М93.
- Бразил
- Јужноафричка Република (Трансвал) - поручене пушке из Немачке.
- Слободна држава Орање
- Мексико
- Албанија - наслеђене турске М1893, један број добијених српских М1899 код Есад паше.
- Филипини - наслеђене шпанске пушке.
- Краљевина Бугарска - заробљене турске пушке М1893 су 1914. уведене у наоружање артиљеријских и позадинских трупа. Касније током првог светског рата је заробљено око 20,000 српских М1899 у калибру 7мм. Ове пушке су у мањем броју подељене позадинским тврђавским јединицама на црном мору и један мањи део је прослеђен у 3. армију на дојранском фронту. Након рата су враћене Југославији.
- Аустроугарска - заробљене српске М1899 подељене позадинским јединицама и жандармима.
- Краљевина СХС - наслеђене српске М1899. Врло мали број је сачуван. Након рата су преправљане на калибар 7.92мм под ознаком М1899С. Повучене до 1930. године.